# Ytyk-Kiouiol
Ytyk-Kiouiol (en russe : Ытык-Кюёль; en iakoute : Ытык-Күөл, Itik Kuol) est une localité rurale (un selo) et le centre administratif du district de Tattinski, dans la République de Sakha, dans le nord-est de la Sibérie, en Russie. Elle est située sur la rive gauche de la rivière Tatta (dans le bassin de l'Aldan), à 255 kilomètres de Iakoutsk, la capitale de la république. Lors du recensement de 2010, sa population était de 6 828 habitants.

## Étymologie
Il tire son nom d'un lac voisin, dont le nom signifie littéralement « lac sacré » en langue iakoute.

## Histoire
Ytyk-Kiouiol devint en 1930 le centre administratif du district d'Alexeïevski, récemment créé. Le district a reçu son nom actuel (d'après la rivière Tatta) en 1990.
Ytyk-Kiouiol est souvent touché par les inondations, le plus récemment le 20 mai 2007, quand 873 maisons ont été submergées et plus de 3 000 personnes ont dû être évacuées.

## Économie
Ytyk-Kiouiol, un centre agricole, a développé des industries d’élevage de bovins et de chevaux. La culture de pommes de terre et d’autres légumes est également courante. Il y a aussi une certaine production de bois.
Ytyk-Kiouiol est situé sur l'autoroute R504 Kolyma, permettant un accès routier à Iakoutsk.

## Démographie
Les Iakoutes constituent plus de 95 % de la population.

## Éducation
Il existe deux écoles primaires, un gymnase, une école de musique et une école de sport, ainsi que la réserve-musée littéraire et artistique "Tatta".

## Galerie

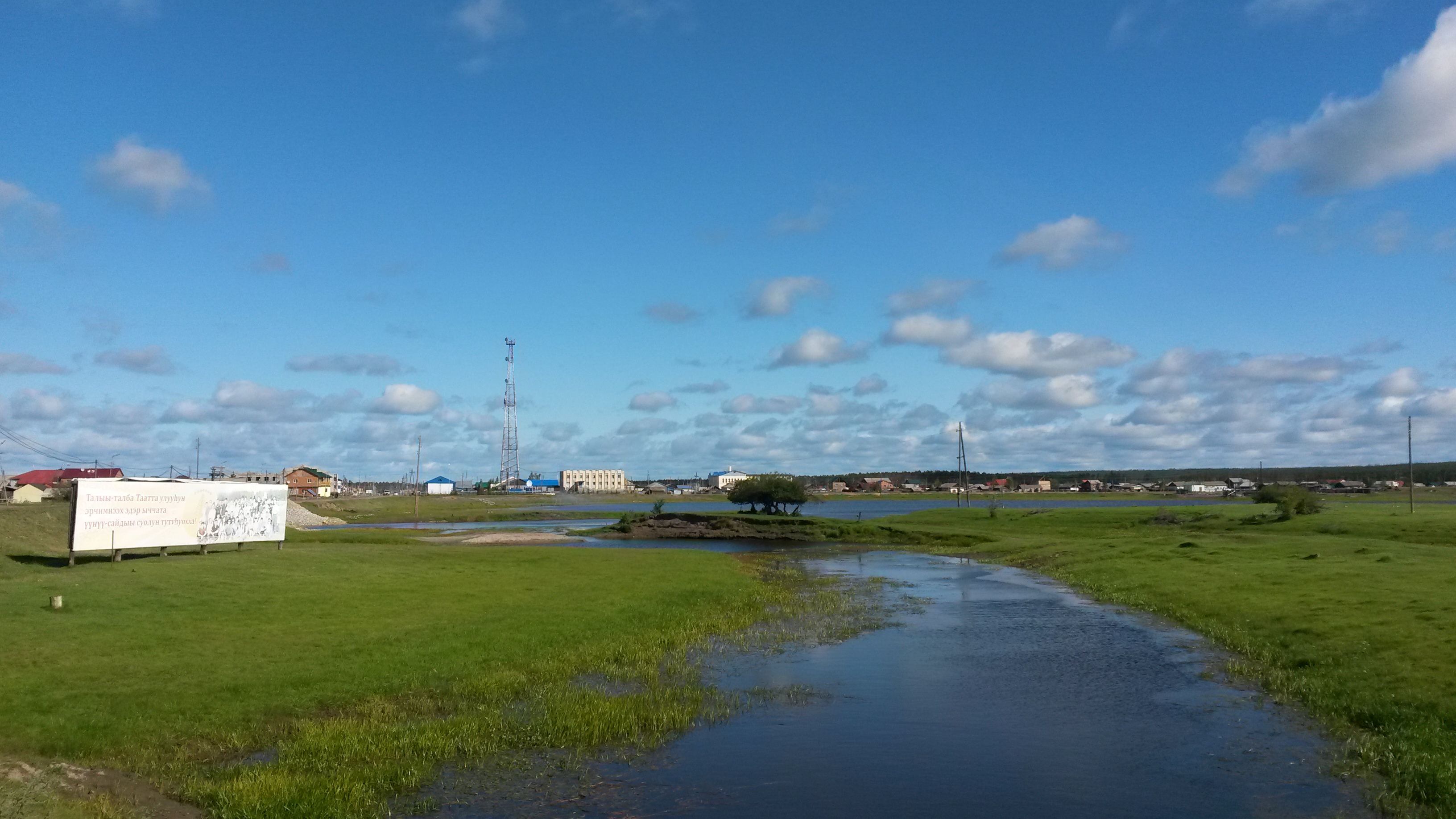
Ytyk-Kiouiol
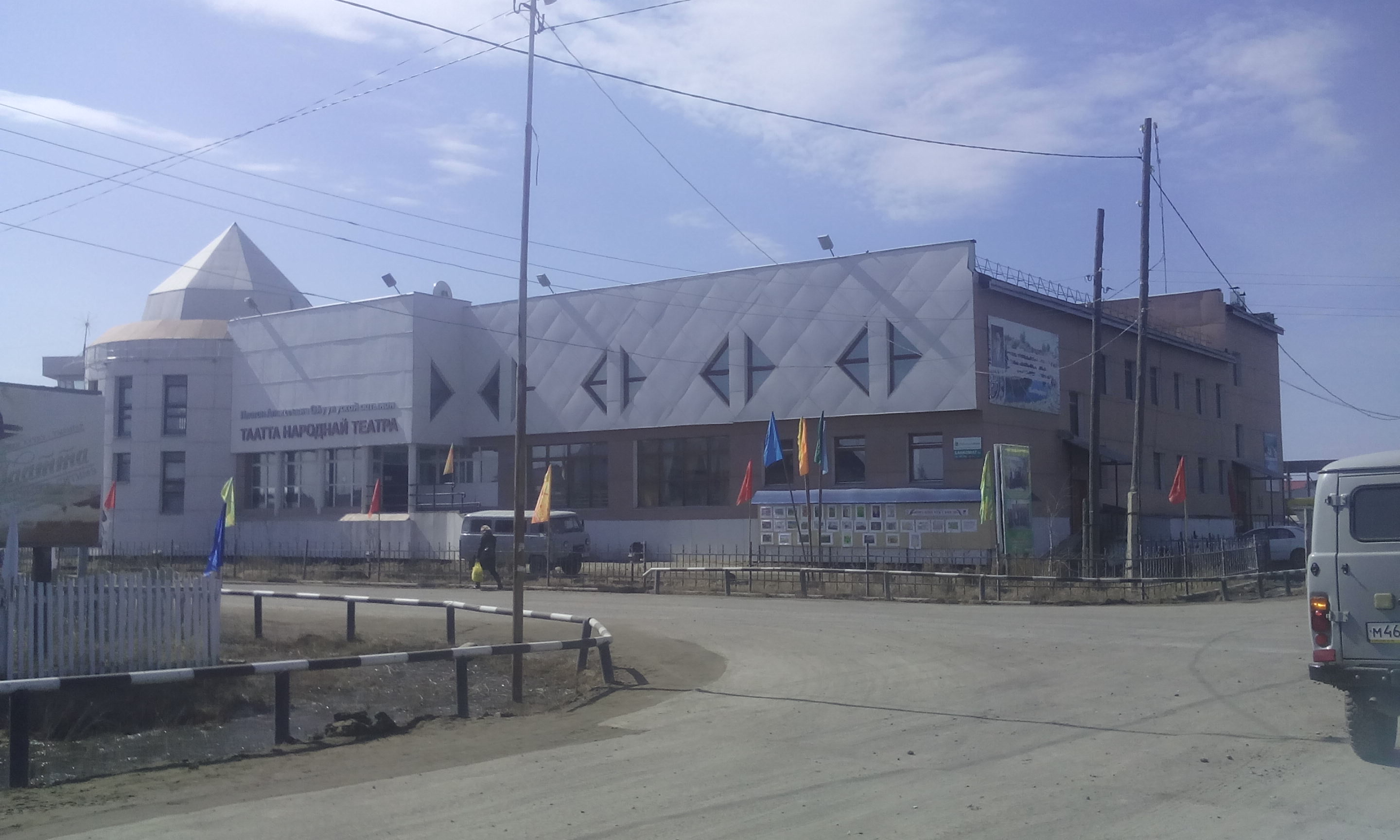
Théâtre
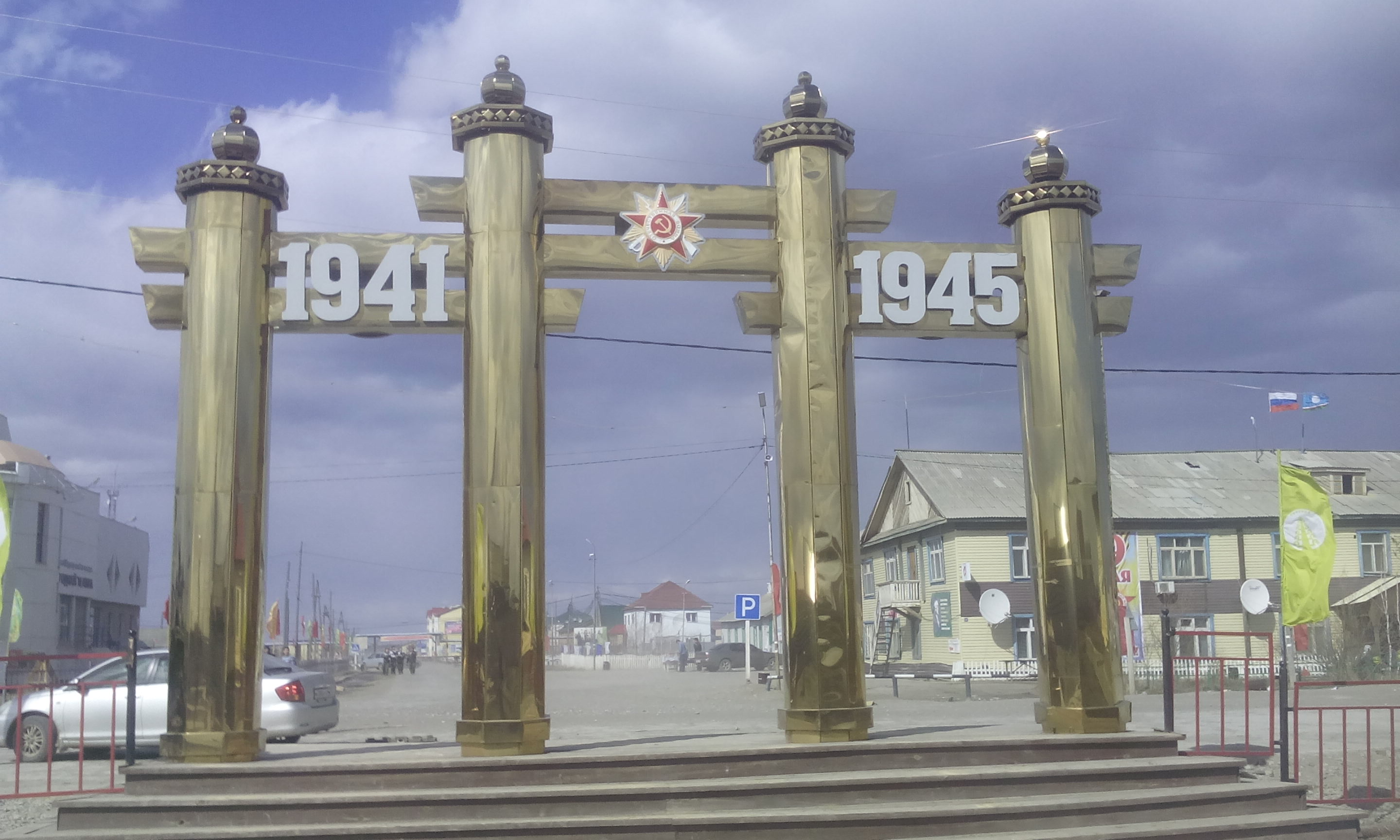
Monument
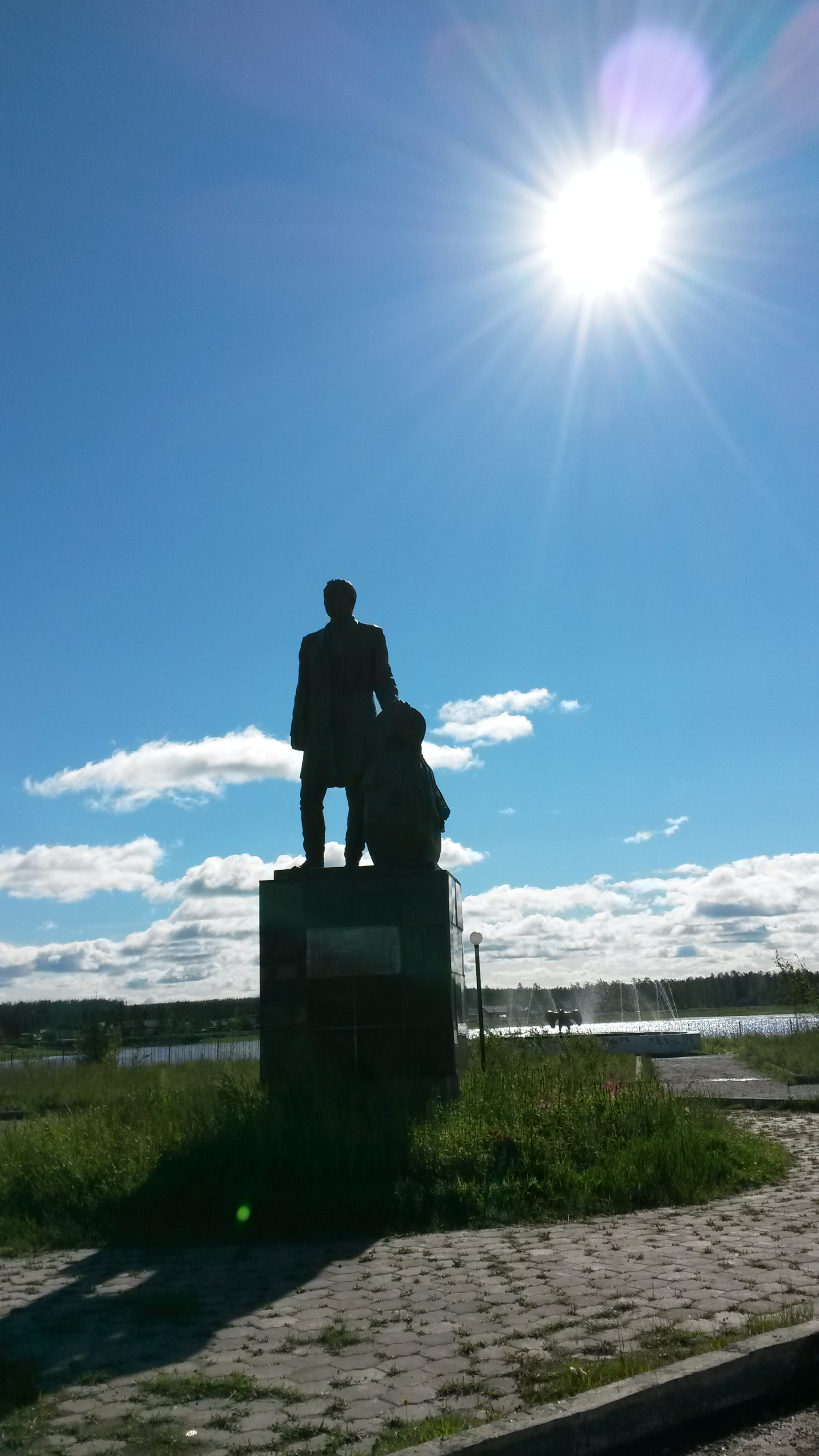
Monument
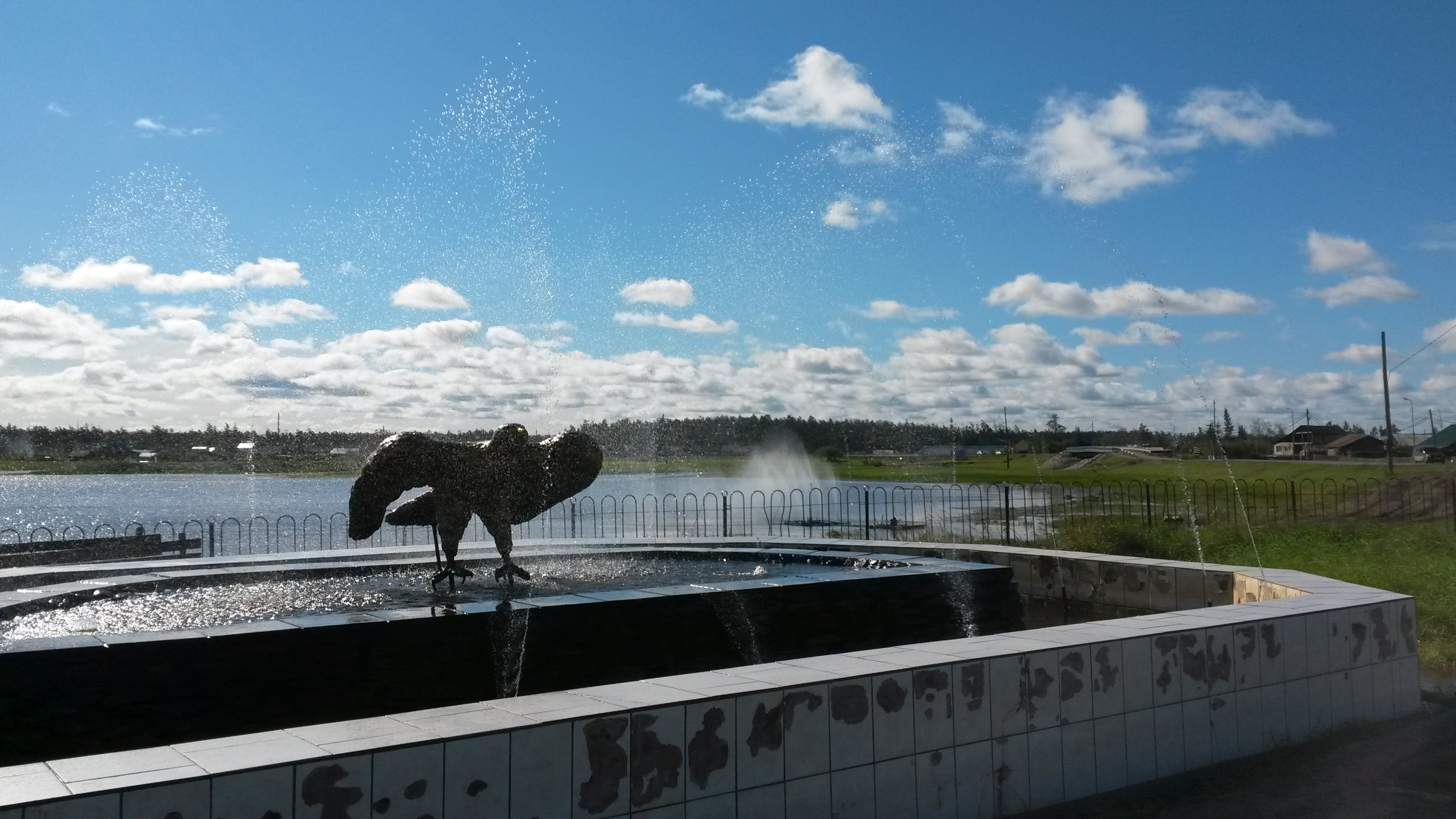
Monument
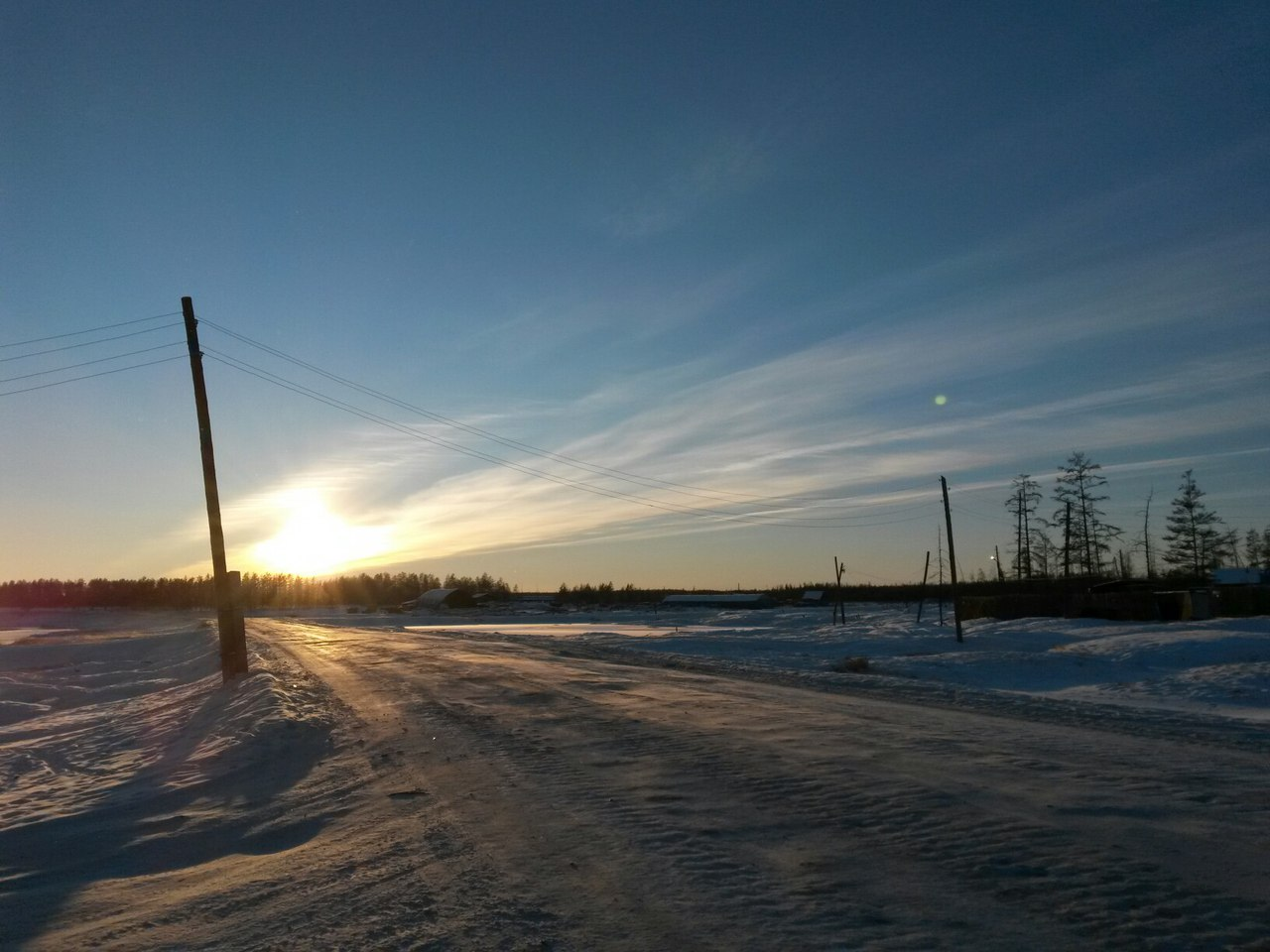
Paysage

### Autres
- Site officiel de la République Sakha. Registre des divisions administratives et territoriales de la République de Sakha . District de Tattinsky . (ru)
- Государственное Собрание (Ил Тумэн) Республики Саха (Якутия).   Закон   №172-З №351-III   от   30 janvier 2004 «Об становлении границ е- Закона №1535-З №597-V от   27 janvier 2015   «О внесении изменений в статьи   1 и   2 Закона Республики Саха (Якутия) "Об установлении границ и о наделении статусом муниципального района муниципальных образований Республики Саха (Якутия)" ». Вступил в силу   со дня официального опубликования. Опубликован: "Якутия", №245, le 31 décembre 2004 г.   ( Assemblée d’État (Il Tumen) de la République Sakha (Yakoutie).   Loi  # 172-Z n °   351-III   de   novembre   30 septembre 2004 sur l'établissement des frontières et l'octroi du statut de district municipal aux formations municipales de la République Sakha (Yakoutie) , telle que modifiée par la loi  # 1535-Z   597-V de   novembre   27 mars 2015 sur la modification d'articles   1 et   2 de la loi de la République Sakha (Yakoutie) "sur l'établissement des frontières et l'octroi du statut de district municipal aux formations municipales de la République Sakha (Yakoutie)" . Efficace dès le jour de la publication officielle. ).
- Государственное Собрание (Ил Тумэн) Республики Саха (Якутия).   Закон   №173-З №353-III   от   30 janvier 2004 «Об установлении границ и о наделении статусом городского и сельского поселений муниципальных образований Республики Саха (Якутия)», в ред. Закона №1058-З №1007-IV от   25 avril 2012   «О внесении изменений в Закон Республики Саха (Якутия) "Об установлении границ и о наделении статусом городского и сельского поселений муниципальных образований Республики Саха (Якутия)"». Вступил в силу   со дня официального опубликования. Опубликован: "Якутия", №245, le 31 décembre 2004 г.   ( Assemblée d’État (Il Tumen) de la République Sakha (Yakoutie).   Loi  # 173-Z non.   353-III   de   novembre   30 septembre 2004 sur l'établissement des frontières et l'octroi du statut d'établissement urbain et rural aux formations municipales de la République Sakha (Yakoutie) , telle que modifiée par la loi  # 1058-Z.   1007-IV de   avril   25 juillet 2012 sur la modification de la loi sur la République Sakha (Yakoutie) "sur l'établissement de frontières et l'octroi du statut d'établissement urbain et rural aux formations municipales de la République Sakha (Yakoutie)" . Efficace dès le jour de la publication officielle.